# احیوق (یمن)
 احیوق  دهستانی از توابع استان عَمران در کشور یمن و در شبه جزیره عربستان واقع می‌باشد. روستایی در عزلهٔ بنی یام در ناحیهٔ (الحُشاء) در قصبهٔ (ماریه)، ساکنان این روستا از قبیلهٔ (الآحیوق بن حجر ذی رُعین) می‌باشند. همچنین این روستا به نام (بلاد الحیقی) نیز می‌نامند.

## جمعیت
جمعیتش در حدود ۳۴۱۶ نفر می‌باشد، پیشه مردم روستا کشاورزی و دامداری و تجارت است.

## منبع
- المقحفی، ابراهیم، احمد ، (مُعجَم المُدُن وَالقَبائِل الیَمَنِیَة) ، منشورات دار الحکمة، صنعاء، چاپ پنجم، وانتشار سال ۱۹۸۵ میلادی به (عربی).